# Shōko Mikami
Shōko Mikami (jap. 三上 尚子, Mikami Shōko; * 8. Januar 1981 in Ichihara) ist eine ehemalige japanische Fußballspielerin.

## Karriere

### Verein
Sie begann ihre Karriere bei Nikko Securities Dream Ladies, wo sie von 1996 bis 1998 spielte. Sie trug 1996, 1997 und 1998 zum Gewinn der Nihon Joshi Soccer League bei. 1999 folgte dann der Wechsel zu Tasaki Perule FC. 2002 folgte dann der Wechsel zu JEF United Ichihara (heute: JEF United Chiba). 2003 beendete sie Spielerkarriere. 2007 kehrte er nach JEF United Chiba zurück. 2009 beendete sie Spielerkarriere.

### Nationalmannschaft
Mikami wurde 1999 in den Kader der japanischen Nationalmannschaft berufen und kam bei der Asienmeisterschaft der Frauen 1999 zum Einsatz. Insgesamt bestritt sie drei Länderspiele für Japan.

## Errungene Titel

### Mit Vereinen
- Nihon Joshi Soccer League: 1996, 1997, 1998

### Persönliche Auszeichnungen
- Nihon Joshi Soccer League Best XI: 2001